# Glòria Pérez-Salmerón
Glòria Pérez-Salmerón (Barcelona, 5 d'abril de 1958) és una bibliotecària catalana. És la presidenta de Stichting IFLA Global Libraries (SIGL per les sigles en anglès) des del 30 d'agost de 2019. Va ser directora de la Biblioteca Nacional d'Espanya entre 2010 i 2013, i presidenta de l'IFLA entre 2017 i 2019. També va ser presidenta entre 2014 i 2018 de la Federació Espanyola de Societats d'Arxivística, Biblioteconomia, Documentació i Museística (FESABID), membre del Comitè Executiu i vicepresidenta d'EBLIDA i membre del Comitè de Gestió de The European Library (TEL).

## Biografia i formació
Va néixer a Barcelona el 1958. Els seus pares tenien un restaurant familiar a la zona industrial de Badalona. És llicenciada en Documentació per la Universitat de Barcelona i diplomada en Biblioteconomia i Documentació per l'Escola Universitària Jordi Rubió i Balaguer de Barcelona. A més, va realitzar els postgraus de Gestió de Biblioteques per la Universitat Pompeu Fabra de Barcelona, i de Govern i Gestió Pública en la Societat de la Informació: Govern electrònic, per la Pompeu Fabra i l'Escola d'Administració Pública de Catalunya.

## Carrera professional
Va ser directora, entre 1992 i 2001, de la Biblioteca Can Casacuberta de Badalona, coordinadora de les biblioteques de la zona del Barcelonès Nord i delegada de la UNET (UNESCO Model Library Network).
Entre 2001 i 2005 va ser la directora tècnica de la Xarxa de Biblioteques Municipals de la Diputació de Barcelona. El 2005 va ocupar el càrrec de cap del Servei de Cooperació Bibliotecària del llavors anomenat Departament de Cultura i Mitjans de comunicació de la Generalitat de Catalunya, des del qual coordinava el Sistema Bibliotecari de Catalunya.
El 2008, va ser elegida presidenta de FESABID, la Federació Espanyola de Societats d'Arxivística, Biblioteconomia, Documentació i Museística, càrrec que va exercir fins a setembre de 2010, mentre exercia com a cap de l'Oficina d'Assistència en Administració Electrònica de la Diputació de Barcelona, en la qual gestionava, entre altres assumptes, el padró municipal dels municipis de la província de Barcelona, l'adequació a la Llei orgànica de protecció de dades, el desenvolupament tecnològic de les Oficines d'Atenció al Ciutadà (OAC) i el disseny i manteniment dels web dels municipis de la província de Barcelona.

### Biblioteca Nacional
El juliol de 2010 va ser nomenada directora de la Biblioteca Nacional d'Espanya a proposta de la llavors ministra de Cultura, Ángeles González-Sinde, prèvia consulta al Patronat de la BNE. González-Sinde va destacar la seva experiència en projectes de digitalització. Com a directora de la BNE, va dirigir el programa del Tricentenari de la institució, centrat sobretot a apropar la BNE a la ciutadania. Durant el temps de la seva direcció també es va impulsar la tramitació de la Llei 23/2011, de 29 de juliol, de dipòsit legal, i es va estudiar i va iniciar la tramitació del Reial decret de dipòsit legal digital, així com de la implantació d'un repositori nacional per recollir-lo. Igualment va impulsar l'elaboració del Pla Estratègic per al trienni 2012-2014, basat en un programa que es recolzava en quatre valors principals: qualitat, austeritat, coherència i vocació de permanència.
Sota la seva gestió, la BNE va iniciar el desenvolupament del seu projecte de digitalització sistemàtica de fons, que —gràcies a un conveni amb l'empresa Telefònica— preveia la digitalització de 200.000 títols entre 2008 i 2012. Igualment, en aquests dos anys, va fructificar el projecte de la Biblioteca Digital del Patrimoni Iberoamericà (BDPI), que es convertiria en realitat l'octubre de 2012, durant l'Assemblea General de l'Associació de Biblioteques Nacionals (ABINIA),amb el portal d'accés a les col·leccions de les biblioteques digitals americanes.
A la fi de 2011, la BNE es va incorporar a la Biblioteca Digital Mundial (World Digital Library), contribuint amb algunes de les obres més destacades de les seves col·leccions. Pérez-Salmerón va impulsar una intranet de la institució, així com a incrementar la seva presència a la xarxa a través del seu web i l'activitat a les xarxes socials. Al costat del seu equip va treballar per aconseguir un estatut propi de la Biblioteca, que facilités la seva autogestió i capacitat de lideratge. El gener de 2012, el nou Govern la va ratificar en el seu càrrec de directora de la Biblioteca Nacional d'Espanya. Un any després, el 18 de febrer de 2013, va ser destituïda com a directora.
Identifica, com a futurs reptes per al sector bibliotecari, un marc legal de dret d'autor que estigui d'acord amb els canvis tecnològics.

## Premis i reconeixements
Va ser guardonada amb el premi d'integrant honorària, el guardó més alt de l'IFLA, durant l'assemblea general de l'associació pel seu "impacte i aportacions al sector bibliotecari". En el seu discurs d'acceptació va fer referència a l'accés a la informació per a totes les persones.
El 2021 també va rebre la Medalla d'honor de la Federació Espanyola d'Associacions d'Arxivers, Bibliotecaris, Arqueòlegs, Museòlegs i Documentalistes (ANABAD) per ser “una bibliotecària integral, ja que ha exercit la seva activitat professional en tots els àmbits possibles”.
En 2023 va guanyar la Medalla d'Or al Mèrit en les Belles Arts.